# UFC Fight Night: Lauzon vs. Stephens
UFC Fight Night: Lauzon vs. Stephens（ユーエフシー・ファイトナイト：ローゾン・バーサス・スティーブンス、別名UFC Fight Night 17）は、アメリカ合衆国の総合格闘技団体「UFC」の大会の一つ。2009年2月7日、フロリダ州タンパのUSFサン・ドームで開催された。
メインイベントではジョー・ローゾンとジェレミー・スティーブンスによるライト級戦が行われた。

## 大会概要
当初はメインイベントでジョー・ローゾン対エルメス・フランカが予定されていたが、フランカの欠場によりジェレミー・スティーブンスが出場、大会名も「Lauzon vs. Franca」から変更となった。そのメインイベントではローゾンが腕ひしぎ十字固めで勝利し、UFC戦績を5勝1敗とした。他に4試合行われたライト級マッチではジョシュ・ニアー、グレイゾン・チバウ、マット・ヴィーチが勝利を収めている。
セミファイナルで行われたヘビー級マッチではケイン・ヴェラスケスが勝利しUFC3連勝、また第7試合ではアンソニー・ジョンソンが勝利している。
キャリア10戦全勝のマット・ヴィーチ、6戦全勝のCFFCミドル級王者ニック・カトーネ、5戦全勝のジェイク・ロショルトがUFCデビュー。

### 出場者変更
負傷などによる本大会の出場者変更は以下の通りである。
- アミール・サダロー → デレク・ダウニー（第2試合）
- ジョージ・ソテロポロス → マット・ヴィーチ（第4試合）
- アレッシオ・サカラ → ダン・ミラー（第5試合）
- エルメス・フランカ → ジェレミー・スティーブンス（第10試合）

### セコンドに関するルール変更
前回大会UFC 94のメインイベントでのトラブルを受け、セコンドがワセリンを使用することが禁止された。

## 試合結果

### プレリミナリィカード
第1試合 ウェルター級 5分3R
○  マット・リドル vs.  スティーブ・ブルーノ ×
3R終了 判定3-0（29-28、29-28、29-28）
第2試合 ミドル級 5分3R
○  ニック・カトーネ vs.  デレク・ダウニー ×
2R 1:15 V1アームロック
第3試合 ライト級 5分3R
○  グレイゾン・チバウ vs.  リッチ・クレメンティ ×
1R 4:35 ギロチンチョーク
第4試合 ライト級 5分3R
○  マット・ヴィーチ vs.  マット・グライス ×
2R 4:34 TKO（レフェリーストップ：右フック→パウンド）
第5試合 ミドル級 5分3R
○  ダン・ミラー vs.  ジェイク・ロショルト ×
1R 1:03 ギロチンチョーク
第6試合 ライト級 5分3R
○  カート・ペレグリーノ vs.  ロバート・エマーソン ×
2R 3:14 チョークスリーパー

### メインカード
第7試合 ウェルター級 5分3R
○  アンソニー・ジョンソン vs.  ルイージ・フィオラヴァンティ ×
2R 4:39 TKO（レフェリーストップ：右フック→パウンド）
第8試合 ライト級 5分3R
○  ジョシュ・ニアー vs.  マック・ダンジグ ×
2R 3:36 三角絞め
第9試合 ヘビー級 5分3R
○  ケイン・ヴェラスケス vs.  デニス・ストイニッチ ×
2R 2:34 TKO（レフェリーストップ：パウンド）
第10試合 ライト級 5分3R
○  ジョー・ローゾン vs.  ジェレミー・スティーブンス ×
2R 4:42 腕ひしぎ十字固め

### 各賞
ファイト・オブ・ザ・ナイト： ジョシュ・ニアー vs. マック・ダンジグ
ノックアウト・オブ・ザ・ナイト： ケイン・ヴェラスケス
サブミッション・オブ・ザ・ナイト： ジョー・ローゾン
各選手にはボーナスとして30,000ドルが支給された。